# Associazione Calcio Cesena 1974-1975
Questa voce raccoglie le informazioni riguardanti l'Associazione Calcio Cesena nelle competizioni ufficiali della stagione 1974-1975.

## Stagione
Nella stagione 1974-1975 il Cesena disputa il campionato di Serie A, con 25 punti ottiene l'undicesima posizione. Lo scudetto è stato vinto con 43 punti dalla Juventus giunta al suo sedicesimo titolo, secondo il Napoli con 41 punti, terza la Roma con 39 punti. Retrocedono il L.R. Vicenza con 21 punti, la Ternana con 19 punti ed il Varese con 17 punti.
La squadra bianconera cesenate è di nuovo affidata ad Eugenio Bersellini che raggiunge senza patemi il traguardo di mantenere la massima serie, pur non ripetendo i livelli di gioco della passata stagione. Raccoglie 13 punti nel girone di andata e 12 nel girone di ritorno, sempre un passo sopra le zone paludose della classifica. Con 8 reti il miglior marcatore stagionale è stato ancora Giuliano Bertarelli, di cui 2 in Coppa Italia e 6 in campionato. Disputa a settembre il 6º girone di Coppa Italia, giungendo secondo con 5 punti dietro al Milan che vince il girone con 6 punti, Milan che in seguito perderà la finale della manifestazione contro la Fiorentina.

## Rosa
| N. |                   | Ruolo | Calciatore           |
| -- | ----------------- | ----- | -------------------- |
|    | Italia (bandiera) | P     | Ernesto Galli        |
|    | Italia (bandiera) | P     | Lamberto Boranga     |
|    | Italia (bandiera) | D     | Luigi Danova         |
|    | Italia (bandiera) | D     | Pierluigi Cera       |
|    | Italia (bandiera) | D     | Giampiero Ceccarelli |
|    | Italia (bandiera) | D     | Paolo Ammoniaci      |
|    | Italia (bandiera) | D     | Giuseppe Zaniboni    |
|    | Italia (bandiera) | D     | Sergio Zuccheri      |
|    | Italia (bandiera) | C     | Giorgio Rognoni      |

| N. |                   | Ruolo | Calciatore          |
| -- | ----------------- | ----- | ------------------- |
|    | Italia (bandiera) | C     | Otello Catania      |
|    | Italia (bandiera) | C     | Battista Festa      |
|    | Italia (bandiera) | C     | Francesco Brignani  |
|    | Italia (bandiera) | A     | Maurizio Orlandi    |
|    | Italia (bandiera) | A     | Giuliano Bertarelli |
|    | Italia (bandiera) | A     | Giovanni Toschi     |
|    | Italia (bandiera) | A     | Antonio Bordon      |
|    | Italia (bandiera) | A     | Giovanni Urban      |

## Risultati

### Serie A

#### Girone di andata
| Arbitro: | Trono (Torino) |

|                            |           |                |
| Chinaglia 22’ Petrelli 44’ | Marcatori | 51’ Bertarelli |

| Arbitro: | Lazzaroni (Milano) |

|                       |           |             |
| Festa 60’ Rognoni 65’ | Marcatori | 75’ Panizza |

| Arbitro: | Menegali (Roma) |

|                            |           |  |
| P. Pulici 41’ Mascetti 46’ | Marcatori |  |

| Arbitro: | Gonella (Torino) |

|                       |           |                     |
| Bertarelli 29’ (rig.) | Marcatori | 45’ (rig.) Desolati |

| Ascoli Piceno 3 novembre 1974 5ª giornata | Ascoli           | 0 – 0 | Cesena | Stadio Cino e Lillo Del Duca\| Arbitro: \| Casarin (Milano) \| |
| Arbitro:                                  | Casarin (Milano) |       |        |                                                                |

| Arbitro: | Menicucci (Firenze) |

|  |           |            |
|  | Marcatori | 85’ Causio |

| Cesena 24 novembre 1974 7ª giornata | Cesena          | 0 – 0 | Napoli | Stadio La Fiorita\| Arbitro: \| Serafino (Roma) \| |
| Arbitro:                            | Serafino (Roma) |       |        |                                                    |

| Arbitro: | Schena (Foggia) |

|                  |           |                       |
| Prato 19’ (rig.) | Marcatori | 13’ (rig.) Bertarelli |

| Cesena 8 dicembre 1974 9ª giornata | Cesena               | 0 – 0 | Inter | Stadio La Fiorita\| Arbitro: \| Gialluisi (Barletta) \| |
| Arbitro:                           | Gialluisi (Barletta) |       |       |                                                         |

| Arbitro: | Ciacci (Firenze) |

|                             |           |  |
| Cera 50’ (aut.) Galuppi 77’ | Marcatori |  |

| Arbitro: | Trono (Torino) |

|                |           |  |
| Prati 37’, 86’ | Marcatori |  |

| Arbitro: | Picasso (Chiavari) |

|              |           |  |
| Zuccheri 69’ | Marcatori |  |

| Arbitro: | Gonella (Torino) |

|                          |           |            |
| Catania 5’ A. Bordon 48’ | Marcatori | 6’ Gregori |

| Genova 19 gennaio 1975 14ª giornata | Sampdoria          | 0 – 0 | Cesena | Stadio Luigi Ferraris\| Arbitro: \| V. Lattanzi (Roma) \| |
| Arbitro:                            | V. Lattanzi (Roma) |       |        |                                                           |

| Arbitro: | Michelotti (Parma) |

|                       |           |                          |
| Urban 50’ (rig.), 59’ | Marcatori | 24’ G. Savoldi 57’ Pecci |

#### Girone di ritorno
| Cesena 2 febbraio 1975 16ª giornata | Cesena           | 0 – 0 | Lazio | Stadio La Fiorita\| Arbitro: \| Ciacci (Firenze) \| |
| Arbitro:                            | Ciacci (Firenze) |       |       |                                                     |

| Arbitro: | Levrero (Genova) |

|            |           |  |
| Traini 72’ | Marcatori |  |

| Arbitro: | Serafino (Roma) |

|               |           |                 |
| A. Bordon 15’ | Marcatori | 37’ F. Graziani |

| Arbitro: | Lazzaroni (Milano) |

|                   |           |                           |
| Desolati 18’, 27’ | Marcatori | 50’ A. Bordon 60’ Orlandi |

| Cesena 1º marzo 1975 20ª giornata | Cesena           | 0 – 0 | Ascoli | Stadio La Fiorita\| Arbitro: \| Gonella (Torino) \| |
| Arbitro:                          | Gonella (Torino) |       |        |                                                     |

| Arbitro: | Picasso (Chiavari) |

|                    |           |  |
| Damiani 39’ (rig.) | Marcatori |  |

| Arbitro: | Mascali (Desenzano del Garda) |

|                                               |           |  |
| Clerici 3’, 22’ Bruscolotti 36’ Orlandini 87’ | Marcatori |  |

| Arbitro: | Menegali (Roma) |

|                |           |             |
| Bertarelli 20’ | Marcatori | 8’ Tresoldi |

| Arbitro: | R. Lattanzi (Roma) |

|  |           |             |
|  | Marcatori | 55’ Orlandi |

| Arbitro: | Lenardon (Siena) |

|                               |           |            |
| Bertarelli 34’ Urban 57’, 75’ | Marcatori | 39’ Vitali |

| Cesena 13 aprile 1975 26ª giornata | Cesena               | 0 – 0 | Roma | Stadio La Fiorita\| Arbitro: \| Gialluisi (Barletta) \| |
| Arbitro:                           | Gialluisi (Barletta) |       |      |                                                         |

| Arbitro: | Ciulli (Roma) |

|                                      |           |  |
| Benetti 8’ Sabadini 48’ Chiarugi 89’ | Marcatori |  |

| Arbitro: | R. Lattanzi (Roma) |

|                       |           |                       |
| S. Gori 25’ Butti 50’ | Marcatori | 35’ Rognoni 52’ Festa |

| Arbitro: | Gonella (Torino) |

|           |           |           |
| Festa 21’ | Marcatori | 64’ Bedin |

| Arbitro: | Frasso (Capua) |

|                                             |           |                                   |
| C. Trevisanello 17’ Fiorini 32’ Colomba 74’ | Marcatori | 51’ (rig.) Bertarelli 81’ Rognoni |

### Coppa Italia

#### Girone 6
| Arbitro: | Lops (Torino) |

|                              |           |  |
| Urban 9’ Bertarelli 40’, 80’ | Marcatori |  |

| Parma 1º settembre 1974 2ª giornata | Parma           | 0 – 0 | Cesena | Stadio Ennio Tardini\| Arbitro: \| Schena (Foggia) \| |
| Arbitro:                            | Schena (Foggia) |       |        |                                                       |

| Brescia 8 settembre 1974 3ª giornata | Brescia         | 0 – 0 | Cesena | Stadio Mario Rigamonti\| Arbitro: \| Milan (Treviso) \| |
| Arbitro:                             | Milan (Treviso) |       |        |                                                         |

| 15 settembre 1974 4ª giornata |  | – Turno di riposo CESENA |  |  |

| Arbitro: | Panzino (Catanzaro) |

|           |           |              |
| Festa 68’ | Marcatori | 81’ Sabadini |

## Statistiche

### Statistiche di squadra
| Competizione | Punti | In casa | In casa | In casa | In casa | In casa | In casa | In trasferta | In trasferta | In trasferta | In trasferta | In trasferta | In trasferta | Totale | Totale | Totale | Totale | Totale | Totale | DR  |
| Competizione | Punti | G       | V       | N       | P       | Gf      | Gs      | G            | V            | N            | P            | Gf           | Gs           | G      | V      | N      | P      | Gf     | Gs     | DR  |
| ------------ | ----- | ------- | ------- | ------- | ------- | ------- | ------- | ------------ | ------------ | ------------ | ------------ | ------------ | ------------ | ------ | ------ | ------ | ------ | ------ | ------ | --- |
| Serie A      | 25    | 15      | 4       | 10      | 1       | 14      | 10      | 15           | 1            | 5            | 9            | 9            | 25           | 30     | 5      | 15     | 10     | 23     | 35     | -12 |
| Coppa Italia | 5     | 2       | 1       | 1       | 0       | 4       | 1       | 2            | 0            | 2            | 0            | 0            | 0            | 4      | 1      | 3      | 0      | 4      | 1      | +3  |
| Totale       |       | 17      | 5       | 11      | 1       | 18      | 11      | 17           | 1            | 7            | 9            | 9            | 25           | 34     | 6      | 18     | 10     | 27     | 36     | -9  |

### Statistiche dei giocatori
| Giocatore     | Serie A  | Serie A | Serie A     | Serie A    | Coppa Italia | Coppa Italia | Coppa Italia | Coppa Italia | Totale   | Totale | Totale      | Totale     |
| Giocatore     | Presenze | Reti    | Ammonizioni | Espulsioni | Presenze     | Reti         | Ammonizioni  | Espulsioni   | Presenze | Reti   | Ammonizioni | Espulsioni |
| ------------- | -------- | ------- | ----------- | ---------- | ------------ | ------------ | ------------ | ------------ | -------- | ------ | ----------- | ---------- |
| P. Ammoniaci  | 25       | 0       | ?           | ?          | ?            | ?            | ?            | ?            | 25+      | 0+     | ?           | ?          |
| G. Bertarelli | 22       | 6       | ?           | ?          | ?            | ?            | ?            | ?            | 22+      | 6+     | ?           | ?          |
| L. Boranga    | 13       | -15     | ?           | ?          | ?            | ?            | ?            | ?            | 13+      | -15+   | ?           | ?          |
| A. Bordon     | 16       | 2       | ?           | ?          | ?            | ?            | ?            | ?            | 16+      | 2+     | ?           | ?          |
| F. Brignani   | 21       | 0       | ?           | ?          | ?            | ?            | ?            | ?            | 21+      | 0+     | ?           | ?          |
| O. Catania    | 22       | 1       | ?           | ?          | ?            | ?            | ?            | ?            | 22+      | 1+     | ?           | ?          |
| G. Ceccarelli | 29       | 0       | ?           | ?          | ?            | ?            | ?            | ?            | 29+      | 0+     | ?           | ?          |
| P. Cera       | 30       | 0       | ?           | ?          | ?            | ?            | ?            | ?            | 30+      | 0+     | ?           | ?          |
| L. Danova     | 30       | 0       | ?           | ?          | ?            | ?            | ?            | ?            | 30+      | 0+     | ?           | ?          |
| B. Festa      | 22       | 3       | ?           | ?          | ?            | ?            | ?            | ?            | 22+      | 3+     | ?           | ?          |
| E. Galli      | 17       | -20     | ?           | ?          | ?            | ?            | ?            | ?            | 17+      | -20+   | ?           | ?          |
| M. Orlandi    | 25       | 2       | ?           | ?          | ?            | ?            | ?            | ?            | 25+      | 2+     | ?           | ?          |
| G. Rognoni    | 29       | 3       | ?           | ?          | ?            | ?            | ?            | ?            | 29+      | 3+     | ?           | ?          |
| G. Toschi     | 19       | 0       | ?           | ?          | ?            | ?            | ?            | ?            | 19+      | 0+     | ?           | ?          |
| G. Urban      | 12       | 4       | ?           | ?          | ?            | ?            | ?            | ?            | 12+      | 4+     | ?           | ?          |
| G. Zaniboni   | 13       | 0       | ?           | ?          | ?            | ?            | ?            | ?            | 13+      | 0+     | ?           | ?          |
| S. Zuccheri   | 11       | 1       | ?           | ?          | ?            | ?            | ?            | ?            | 11+      | 1+     | ?           | ?          |